# 何顒
何颙（？—？），字伯求，南阳郡襄乡县（今湖北省枣阳市）人，东汉末年名士、官员。

## 生平
何颙年轻时到洛阳游学，虽然是晚辈学生，但是郭泰、贾彪等人都与他友善，何颙因此在太学扬名，于是太傅陈蕃、司隶校尉李膺都深深的与何颙交好。何颙的朋友虞伟高有父仇没报，病重将死，何颙前去看望他，虞伟高哭着把这件事告诉何颙，何颙被他的孝义感动，替他报了仇，把仇人的头送到虞伟高墓上祭奠。
陈蕃、李膺被党锢之后，何颙因为与他们交好，就被宦官陷害，何颙于是改名换姓，逃亡藏匿到汝南郡一带，所到之处都与当地豪杰互相亲近，在荆州、豫州地区很有声誉。袁绍仰慕何颙，私下与他来往，两人结为互相推崇的朋友。当时党锢之祸，天下贤士大多遭遇这场灾祸，何颙经常潜入洛阳，与袁绍一起商议，对那些穷困走投无路的人，为他们求情援救，来解除他们的忧患。有被追捕的人，就尽量为他们想办法能逃脱藏匿，依靠何颙保全生命免于祸难的人很多。当时袁术也行侠仗义，与袁绍争夺名声，何颙从没有拜访袁术，袁术深深的怨恨他。
袁术经常在大庭广众中数落何颙的三项罪过，说：“王德弥是觉悟早于常人、才德杰出的耆老，名声德行高尚忠正，而何颙疏远他，这是一项罪过。许攸是个凶恶放荡的人，个性和行为不纯正，而何颙亲近他，这是二项罪过。郭泰、贾彪贫寒，没有其他资财产业，而何颙骑肥壮的马，穿轻暖的皮衣，在道路上光彩耀眼，这是三项罪过。”陶丘洪说：“王德弥是非常有道德才能的人，却在济世方面有缺陷，许攸虽然个性和行为不纯正，拯救危亡不害怕沾污了自己。何颙推荐德才兼优以王德弥为首，解救危难则尊奉许攸。而且何颙曾经为虞伟高亲手复仇，义气名声情绪高昂。何颙的仇人积累资产很多，骏马有四百匹，要让何颙乘骑瘦牛弱马，跌倒在道路，这是劈开他的胸膛借给仇敌刀刃。”袁术愤懑不平，后与南阳宗承在阙下相会，袁术发怒说：“何颙犯有违背仁德的恶行，我要杀了他。”宗承说：“何颙是才智杰出的人，您应该善加礼遇，将他的好名声传于天下。”袁术才停止。
党锢解除后，何颙被征召到司空府，每次三府一起开会，何颙擅于谋划，议事的人都认为不及何颙，何颙多次升迁到北军中候。等到董卓把持朝政，逼迫何颙担任长史，何颙推脱有病没有答应，就与司空荀爽、司徒王允等人一起谋划对付董卓，遇到荀爽去世，何颙又与荀攸、议郎郑太、侍中輯、越骑校尉伍琼等人谋划说：“董卓暴虐无道，超过了桀和纣，天下都怨恨他，虽然他有强大的军队，实际上不过是一个匹夫。如果我们现在直接刺杀董卓来告慰百姓，然后占据崤山、函谷关辅佐王命，号令天下，这是齐桓公、晋文公的举动。”事情接近成功时被发觉，何颙和荀攸被董卓拘捕关进监狱，何颙忧虑害怕自杀了。当初何颙见到曹操，感叹的说：“汉朝将要灭亡，安定天下的一定是这个人。”曹操因此称赞何颙。何颙又说过：“颍川荀彧，有辅佐君王的才干。”到荀彧担任尚书令时，派人到关西迎回叔叔荀爽的尸骨，把何颙的尸骨一起接回，安葬在荀爽墓旁。

## 其他
何颙有鉴赏人才的能力，先见远识感觉独特，一句话就说中要害，他的同乡张仲景少年时曾经拜访何颙，何颙对他说：“您的思虑精密但是风度不高，将会成为优秀的医生。”最终张仲景果然和何颙这番话一样。

## 延伸阅读
[在维基数据编辑]
 《後漢書/卷67》，出自范晔《後漢書》